# Paroligopsis
Paroligopsis is een kevergeslacht uit de familie van de boktorren (Cerambycidae). De wetenschappelijke naam van het geslacht werd voor het eerst geldig gepubliceerd in 1959 door Breuning.

## Soorten
Paroligopsis is monotypisch en omvat slechts de volgende soort:
- Paroligopsis aurivilliusi (Fisher, 1932)